# Dzięcielscy

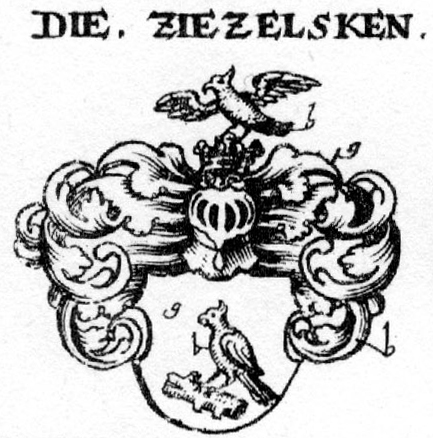
Herb Die Ziezelsken

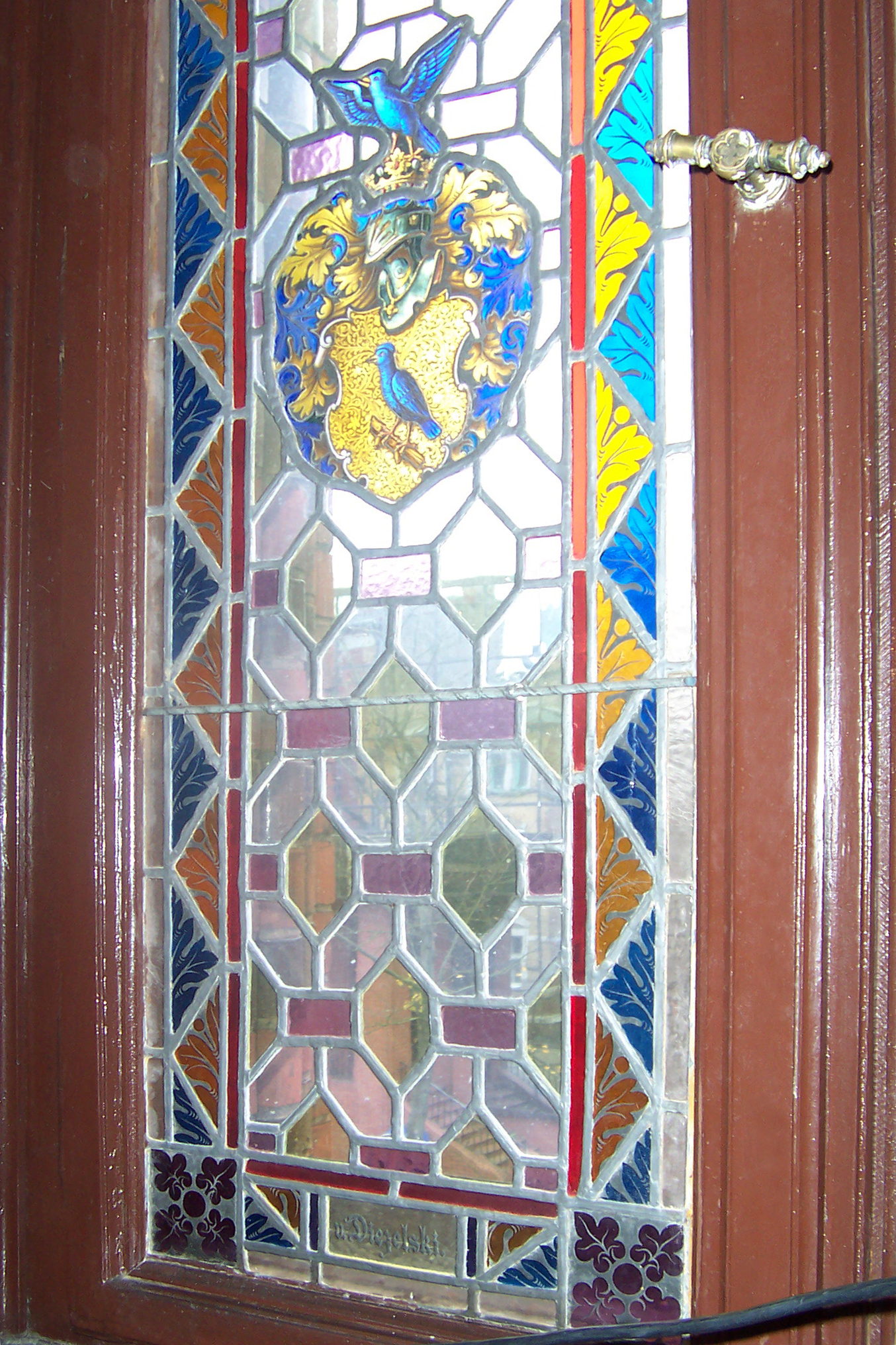
Herb v. Diezelski - Ratusz, Lebork, Polska

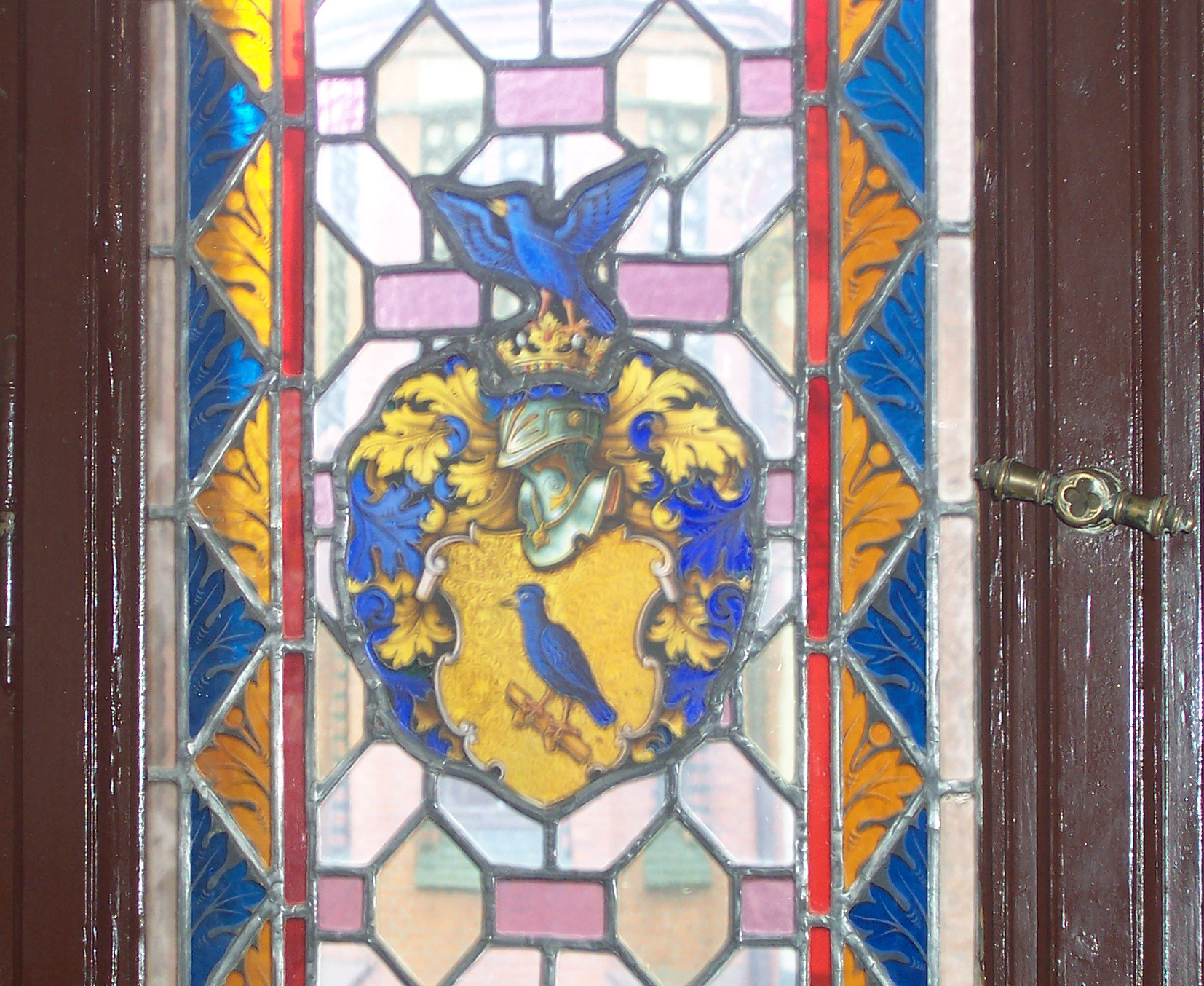
Herb v. Diezelski

Dzięcielscy – ród szlachecki herbu Dzięcioł, Dzięcielski (linia pruska - von Dzięcielski/von Diezelski), Jastrzębiec (linia kujawsko-włocławska), Ślepowron (linia w Królestwie Polskim), wywodzący się od Maximiliana Persa lub Perskiego (Maximilian von Persa). Z Herbarza Szlachty Pomorskiej (Kaszubskiej) dowiadujemy się, że ród Dzięcielskich herbu własnego (Dzięcioł), z gniazdem w Dzięcielicach (Dzięcielec), posługiwał się przydomkami Persa, Rode, Setzke. Warto zwrócić uwagę na powiązanie przydomka Persa z nazwiskiem założyciela rodu oraz na prusko-kaszubskie pochodzenie pozostałych dwóch przydomków.

## "Herbarz Polski"Kaspra Niesieckiego
Dzięcielski herbu Dzięcioł w województwie pomorskim; herb ten otrzymał Maximilian Persa, można też przetłumaczyć Maximilian Perski (von Persa), od Wielkiego Mistrza Zakonu Krzyżackiego za wielką odwagę. Ponadto w nagrodę otrzymał majątek Dzięcielice (Dzięcielec) w powiecie lęborskim. Jego spadkobiercą został Michael Dzięcielski dziedzic również i majątku Dargolewo k/Mirachowa - majątek ten był własnością jego pierwszej żony Dargolew, z którą miał trzech synów: Johanna (Jana), Michaela (Michała) i Ernsta (Ernesta). Z drugą żoną z domu Tempecka (spokrewniona z Przebendowskimi) miał jeszcze dwóch synów: Jakoba (Jakuba) i Paula (Pawła); trzech z nich było oficerami i służyło w wojsku polskim. Johann Dzięcielski ze swoją żoną Joanną Krajewską miał czterech synów: Władysława - podczaszego na Podolu, Michała - został duchownymi, a Jan i Jakuba żołnierzami. 

## Herby
Do nazwiska Dzięcielski według Tadeusza Gajla przypisanych jest sześć herbów:
Dzięcielski , 
Dzięcioł , 
Ślepowron , 
Jastrzębiec , 
Grzymała , 
Korwin .

## Historia rodu von Dzięcielski
Najwcześniejsza wzmianka o Dzięcielskich i miejscowości Dzięcielec pochodzi z początku XV wieku, kiedy to w księdze gdańskiej komturii krzyżackiej widnieje zapis o gospodarstwie gburskim z wójtostwa lęborskiego (niem. Vogtei Lauenburg) w miejscowości o nazwie Sinceliz (dzisiejszy Dzięcielec).

Z połowy XVI wieku pochodzą akta książąt pomorskich o nadaniu lenna kilku osobom o nazwisku Dzięcielski.

W 1658 roku Dzięcielscy objęli w posiadanie dobra rodziny Sobotków.

W 1742 roku Ludwig Michael Dzięcielski (Diezelsky), członek Regimentu Forcade w Berlinie otrzymał od Fryderyka Wielkiego order za zasługi.
Rodzina wywodząca się ze wsi Dzięcielec w dawnej ziemi lęborskiej. Według Niesieckiego, szlachectwo Dzięcielscy mieli otrzymać w czasach krzyżackich w osobie Maksymiliana Persy. Seweryn Uruski natomiast uważa, że nadanie szlachectwa wiązać należy raczej z zakończeniem wojny trzynastoletniej i nadaniem włości staremu rycerstwu przez Kazimierza Jagiellończyka. Pierwsza potwierdzona wzmianka o członkach rodu pochodzi z roku 1569 i wymienia Jana, Jakuba, Franciszka, Filipa i Dionizego, właścicieli Dzięcielca, nieokreślonego Lebnow (być może Liniewko) i Dargolewa (wówczas po stronie polskiej). Rok później Franciszek Dzięcielski miał dobra w powiecie tczewskim. Już w XVI wieku zatem istniały dwie linie rodziny, jedna po stronie polskiej (posiadała ona później działy we wsiach Kętrzyno, Tępcz, Lewino, Lewinko), druga pomorskiej, a później brandenburskiej i pruskiej. Gałąź w Księstwie Pomorskim osiągnęła względnie wysoką pozycję. Członków rodu wymienia się wśród hołdowników księcia pomorskiego w 1618. Jerzy Dzięcielski (zm. po 1633) z tej gałęzi był podskarbim książęcym w Darłowie. Linia polska natomiast musiała zubożeć, ponieważ w rejestrze poborowym z 1648 roku, po włączeniu ziemi lęborskiej do Polski, nie zostało wymienione ich nazwisko wśród właścicieli Dzięcielca, padło tylko zbiorcze określenie Possessores. Przedstawiciele rodu w ziemi lęborskiej hołdowali w 1658 roku władcy Brandenburgii. W roku 1756 oprócz gniazda, rodzina posiadała części we wsiach Łówcz Średni, Mierzyno, Siemirowice, Słajkowo. Poczynając od XVIII wieku, Dzięcielscy służyli licznie wojskowo w armii pruskiej. Ważną wsią w dobrach Dzięcielskich stało się zakupione w 1774 roku Choczewo. W roku 1805 rodzina utraciła rodowe gniazdo. Ich główną siedzibą, którą utrzymali do 1945 (podobnie jak Choczewo), stało się Mierzyno. W roku 1810 Johann Ludwig Philipp von Diezelsky został adoptowany przez wuja, Johanna Philippa von Rode i uzyskał zgodę króla 28 października 1810 roku na używanie herbu rodziny von Rode oraz nazwiska Rode genannt von Diezelsky. W Uzupełnieniach do herbarza Siebmachera napisano, że rodzina Rode genannt von Diezelsky używała także herbu hanowerskiej rodziny von Roden. Według Uruskiego, gałąź rodziny osiadła w Prusach Królewskich, osiadła z czasem na Kujawach, gdzie przyjęła herb Jastrzębiec niespokrewnionych mazowieckich Dzięcielskich. W roku 1837 ze szlachectwa z herbem Ślepowron wylegitymował się przedstawiciel kujawskich Dzięcielskich, Jan Dzięcielski.

## Przedstawiciele rodu
- Józef Marceli Dzięcielski – biskup kujawski, biskup lubelski, senator Królestwa Polskiego.
- Łukasz Dzięcielski – stolnik kowalski, podczaszy radziejowski.

## Siedziba rodowa w Dzięcielcu
Miejscowość kaszubska w Polsce położona w województwie pomorskim, w powiecie wejherowskim, w gminie Łęczyce. W różnych okresach posiadała odmienne nazwy wywodzące się od imienia Dzięcioł: Siencelitz, Dzięczelce, Zinzelitz, Spechtshagen, po 1947 roku Dzięcielec. Pierwsza wzmianka pisana o miejscowości pochodzi z 1400 roku i jest to akt nadania. Poprzez kolejne wieki miejscowość należała od różnych właścicieli w tym do rodu Dzięcielskich. W 1903 roku nastąpiła parcelacja majątku.

Pierwsza kaplica w Dzięcielcu istniała już w XV wieku. Na przełomie XVI i XVII wieku dociera tu protestantyzm, zaś parafię ewangelicką utworzono w Dzięcielcu w 1664 roku. Pod tutejszy zbór ewangelicki podlegała również kaplica ewangelicka w Bożympolu Wielkim. Pomiędzy rokiem 1842-1845 wzniesiony został obecny kościół w Dzięcielcu. Po 1945 roku ówczesny kościół ewangelicki został przejęty przez katolików i wyświęcony 08.05.1949 roku na kościół filialny parafii w Rozłazinie.